# Francesco Lana de Terzi
Francesco Lana de Terzi (Brescia, 10 dicembre 1631 – Brescia, 22 febbraio 1687) è stato un gesuita, matematico e naturalista italiano, considerato il fondatore della scienza aeronautica. Il pioniere dell'aeronautica Gaston Tissandier definì Lana «Le premier qui formula le principe de la navigation aérienne.» Arthur Mangin riconosce nel Lana «il solo fisico del secolo XVII, le cui vedute sull'aerostatica abbiano veramente avuto qualcosa di razionale».
All'aeronave di Lana de Terzi si ispirò Bernardo Zamagna per il suo celebre poemetto latino Navis aeria (1768).

## Biografia

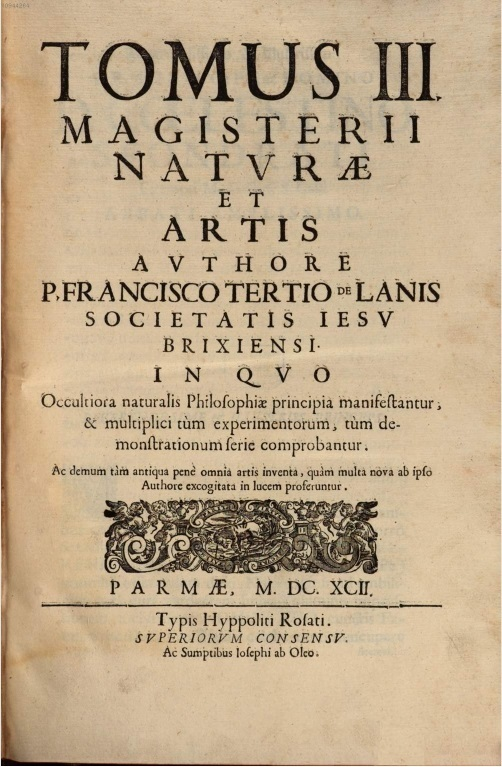
Frontespizio del terzo volume del Magisterium naturae, et artis di Francesco Lana de Terzi (1692)

Francesco Lana de Terzi, figlio del conte Ghirardo e della contessa Bianca Martinengo, nacque a Brescia il 10 dicembre 1631 dalla nobile famiglia Lana de Terzi. Dopo aver frequentato il Collegio dei Nobili di Sant'Antonio, l'11 novembre 1647 entrò nella Compagnia di Gesù.
Dopo il biennio di noviziato passò nel Collegio romano, dove studiò per due anni lettere e per tre anni filosofia (1651-1654). Nel 1652 iniziò a collaborare con padre Athanasius Kircher, che aveva un laboratorio attrezzato per le esperienze scientifiche e lo introdusse al metodo sperimentale; seguì anche i corsi di matematica di Paolo Casati.
Il p. Lana dimostrò fin da giovane grande ingegno, unendo lo studio e la ricerca in svariati campi dello scibile umano a viaggi, che lo portarono a visitare molte città d'Italia. A Terni insegnò grammatica e retorica, scrivendo nel frattempo una piccola opera dedicata al protettore della città. Dal 1675 al 1679 insegnò matematica e fisica all'Università di Ferrara e in forma privata nel Collegio della Compagnia. Nel periodo ferrarese, il Lana intrattenne una ricca corrispondenza epistolare con il confratello Daniello Bartoli, e «meditò a lungo e profondamente le opere dei maggiori scienziati del primo Seicento italiano ed europeo (Keplero, Galilei, Torricelli), nonché quelle degli studiosi a lui più vicini nel tempo (come Hevelius, Huygens e Malpighi).»
La sua salute cagionevole lo costrinse a ritornare a Brescia, dove divenne insegnante di filosofia nel convento di Santa Maria delle Grazie. Intraprese lunghi viaggi verso i territori vicini, i laghi di Garda, Iseo e Idro, e le valli, Camonica, Sabbia e Trompia, traendo dalle sue esplorazioni il trattato Storia naturale Bresciana, che rimarrà in forma di manoscritto. Nel 1671 venne nominato socio corrispondente della Royal Society di Londra ed entrò in relazione epistolare con il giovane Leibniz.
Studioso poliedrico, il Lana si segnalò per le brillanti invenzioni: «dopo un geniale telaio «per rendere più razionale la semina», riuscì a perfezionare un modello di cannocchiale distanziometrico (attuato in perfetto parallelo con Geminiano Montanari), e affrontò il progetto della “nave volante” che gli diede un posto ragguardevole nella storia della scienza.»
Nel 1686, sull'esempio dell'Accademia dei Lincei, fondò a Brescia l'Accademia dei Filesotici, con lo scopo di pubblicare ogni mese i risultati degli esperimenti condotti dagli accademici e di recensire le nuove pubblicazioni, sia italiane che estere. L'Accademia, tuttavia, non sopravvisse alla morte del fondatore, e pubblicò un solo volume di Atti (Acta Novae Academiae Philexoticorum Naturae, et Artis, Brixiae, apud Jo. Mariam Ricciardum, 1687, in-12).
Dedicati dal Segretario dell'Accademia, Ermete Francesco Lantana, a Gianfrancesco Gonzaga, Duca di Sabioneta, gli Atti riportano i resoconti degli esperimenti condotti dagli accademici dal marzo 1686 al febbraio 1687 e la recensione delle pubblicazioni scientifiche più recenti («ragguaglio de' libri»), come i primi due volumi del Magisterium naturae et artis del Lana e le opere di Filippo Bonanni, Marcello Malpighi e Bernardino Bono, lui pure «academico filesotico». Vari esperimenti inclusi negli Acta, come quelli sulla declinazione magnetica, sulla costruzione di una pisside magnetica, sulla solidificazione di due liquidi venuti a contatto, furono realizzati sotto la direzione del p. Lana.
Tra le opere del Lana notevole è anche il progetto del Magisterium naturæ et artis (3 voll. 1684-1692), opera enciclopedica in nove volumi, di cui però solo i primi due furono completati.
Gli è stato dedicato un asteroide, 6892 Lana.

## L'aeronave

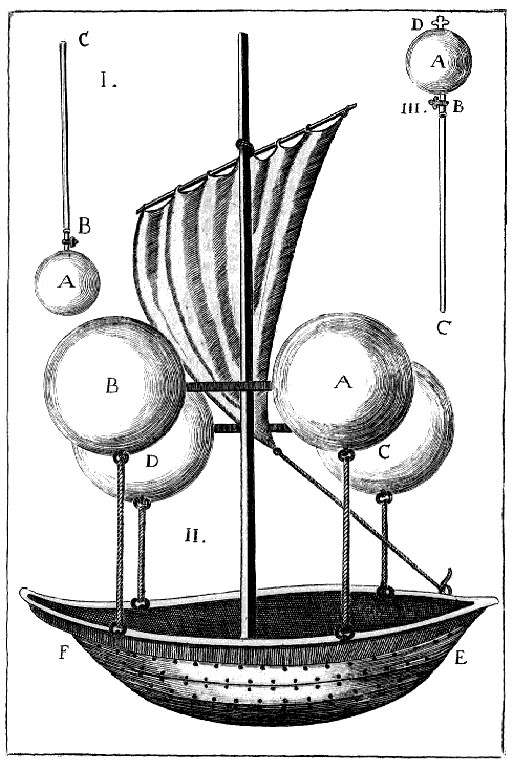
Disegno dell'aeronave di Lana de Terzi (c.1670)

Francesco Lana de Terzi propone il primo serio tentativo di realizzare un velivolo volante più leggero dell'aria. Nel 1670 pubblica infatti il libro Prodromo, che contiene un capitolo intitolato Saggio di alcune invenzioni nuove premesso all'arte maestra nel quale è riportata la descrizione di una nave volante, un vascello più leggero dell'aria da lui immaginato nel 1663 sviluppando un'idea suggerita dagli esperimenti di Otto von Guericke con gli emisferi di Magdeburgo.
Secondo il progetto, che intendeva "fabricare una nave, che camini sostenuta sopra l'aria a remi, & a veli", il velivolo doveva essere sollevato per mezzo di quattro sfere di rame, dalle quali doveva essere estratta tutta l'aria. La chiglia sarebbe stata appesa alle sfere di rame (di circa 7,5 metri di diametro), con un albero a cui era attaccata una vela; secondo i suoi calcoli, quando nelle sfere veniva fatto il vuoto, esse divenivano più leggere dell'aria e offrivano una spinta ascensionale sufficiente a sollevare la barca e sei passeggeri.
Oggi sappiamo che la realizzazione del progetto non è fisicamente possibile, perché la pressione dell'aria farebbe implodere le sfere e perché sfere sufficientemente resistenti avrebbero un peso superiore alla spinta fornita. Ma il grande merito dello scienziato è di aver per primo applicato alla navigazione aerea il principio di Archimede, lo stesso che consente alle navi di galleggiare sull'acqua e che nel 1783 porterà all'aerostato dei fratelli Montgolfier.
Lana non giunse infine a realizzare la sua "nave volante", non per i problemi che il progetto presentava (di cui comunque era ignaro), ma per il timore che la sua invenzione potesse essere usata per scopi militari, come egli stesso ebbe a scrivere nel Prodromo. Ma intanto l'aeronave del Lana aveva fatto parlare molto di sé, in Italia e all'estero, nei circoli colti, divenendo soggetto di discussioni erudite, suscitando ammiratori e oppositori. Per accennare alla diffusione delle sue idee nei primi anni dopo la pubblicazione del Prodromo, va ricordato che già nel 1671 Henry Oldenburg ne pubblicò una recensione sulle Philosophical Transactions. Robert Hooke, curatore degli esperimenti della Royal Society, presentò una traduzione inglese di alcune sezioni del Prodromo, accompagnata da una dettagliata discussione dei principi fisici su cui l'idea di Lana si basa. Nel 1673 le sue tesi sui presupposti scientifici dell'aeronave furono difese all'Università Carolina di Praga per iniziativa del gesuita Kaspar Knittel, professore di matematica. Simili atti accademici ebbero luogo all'Università di Erfurt sotto la presidenza del professor Hiob Ludolf e nel 1676 all'Università di Rinteln in una tesi di laurea sotto la presidenza del gesuita Philipp Lohmeier, il quale però attribuì a se stesso il merito dell'invenzione. Lo stesso anno a Norimberga Johann Christoph Sturm pubblicava una raccolta di esperimenti di fisica in cui si sosteneva la validità scientifica dell'invenzione del Lana.

## L'alfabeto per ciechi
L'aeronautica non esaurisce certo gli interessi del p. Lana. Ad esempio nel capo primo del Prodromo («nuove inventioni di scrivere in cifra») Lana elabora nuovi sistemi di crittografia, più tardi ripresi da Kaspar Schott nella sua Schola Stenographica. Ma uno dei meriti maggiori di Lana consiste nell'avere elaborato, cent'anni prima dell'Abate de l'Épée, un metodo pratico per l'istruzione dei sordomuti e dei ciechi nati.
Nel capo secondo del Prodromo, infatti, viene presentato un alfabeto per non vedenti di concezione interamente nuova. A differenza dei metodi di lettura e scrittura per ciechi inventati in precedenza, l'alfabeto creato da Lana si basava sull'intuizione fondamentale che esso non dovesse imitare i caratteri "classici" (come avevano proposto ad esempio Girolamo Cardano ed Erasmo da Rotterdam), ma dovesse utilizzare un sistema di segni fatto da una serie di linee percepibili al tatto. Vi fu un solo dettaglio che impedì all'invenzione di Lana di avere successo: il gesuita non comprese che i punti, invece delle linee, sarebbero stati più facilmente riconoscibili con la sensibilità delle dita. Ciò fu invece compreso da Louis Braille, il quale apportò la miglioria definitiva all'alfabeto per ciechi che da lui ha preso il nome.

## Opere
- Francesco Lana de Terzi, Prodromo ovvero saggio di alcune inventione nuove premesso all'arte Maestra Opera che prepara il P. Francesco Lana, Bresciano della Compagnia di Giesu. Per mostrare li più reconditi proncipij della Naturale Filosofia, riconosciuti con accurata Teorica nelle più segnalate inventioni, ed isperienze fin'hora ritrovate da gli scrittori di questa materia & altre nuove dell'autore medesimo, Brescia, Rizzardi, 1670. (Ristampa: Milano, Longanesi, 1977)
- (LA) Francesco Lana de Terzi, Magisterium naturae, et artis. Opus physico-mathematicum, vol. 1, Brescia, per Io. Mariam Ricciardum, 1684.
- (LA) Francesco Lana de Terzi, Magisterium naturae, et artis. Opus physico-mathematicum, vol. 2, Brescia, per Io. Mariam Ricciardum, 1686.
- (LA) Francesco Lana de Terzi, Magisterium naturae, et artis. Opus physico-mathematicum, vol. 3, Parma, Typis Hyppoliti Rosati ac sumptibus Iosephi ab Oleo, 1692.

### Edizioni moderne
- Francesco Lana Terzi, Prodromo all'Arte maestra, a cura di Andrea Battistini, Brescia, Morcelliana, 2016, ISBN 978-88-372-3070-8.